# IC 1450
IC 1450 — галактика типу *2 (подвійна зірка) у сузір'ї Пегас.
Цей об'єкт міститься в оригінальній редакції індексного каталогу.